# 奧波沃

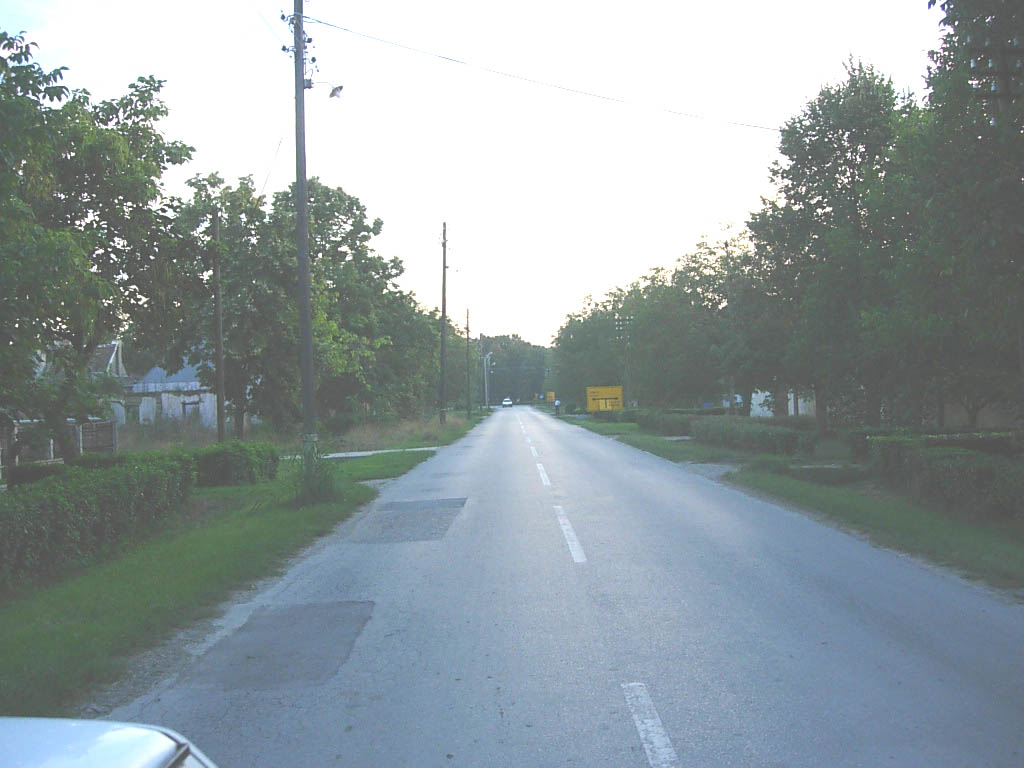

奧波沃是塞爾維亞的城鎮，由南巴納特州負責管轄，位於該國北部，面積203平方公里，海拔高度67米，該地區自新石器時代有人類居住。2011年時期人口4,546人，奧波沃行政區的人口則有10,475人。